# Quartier Koenigshoffen - Montagne Verte - Elsau
Le quartier Koenigshoffen - Montagne Verte - Elsau était l'un des 10 quartiers administratifs de la ville de Strasbourg, en France. 
En 2013 la ville décide d'affiner le découpage administratif faisant passer le nombre de quartiers de 10 à 15. Le quartier Koenigshoffen - Montagne Verte - Elsau est désormais divisé entre les quartiers de Koenigshoffen, de la Montagne Verte et de l'Elsau.

## Localisation
Le quartier se trouve à l'ouest de l'agglomération strasbourgeoise.
Ses limites sont les suivantes : 
- au nord : le quartier Cronenbourg - Hautepierre - Poteries - Hohberg ;
- à l'est : le quartier Centre - Gare et celui de la Meinau ;
- au sud : Ostwald et Illkirch-Graffenstaden ;
- à l'ouest : Eckbolsheim, Wolfisheim et Lingolsheim.